# Wilcken
Wilken ist ein deutscher Familienname.

## Varianten
- Wilckens, Wilken

## Namensträger
- Carl Heinrich Wilcken (Charles Henry Wilcken; 1831–1915), deutschamerikanischer Funktionär der Kirche Jesu Christi der Heiligen der Letzten Tage (Mormonen)
- Dagmar von Wilcken (* 1958), deutsche Ausstellungsgestalterin
- Gerhard Wilcken (1917–2011), deutscher Architekt
- Hermann Adolph Wilcken (1730–1801), deutscher Jurist; Syndicus der Hansestadt Lübeck
- Johannes II. Wilcken († 1386), deutscher römisch-katholischer Geistlicher, Bischof von Cammin
- Justus Wilcken (* 1989), deutscher Schauspieler, Opernsänger und Komponist
- Peter Wilcken (1742–1819), Lübecker Kaufmann und Ratsherr
- Rosemarie Wilcken (* 1947), deutsche Politikerin (SPD), Bürgermeisterin von Wismar
- Ulrich Wilcken (1862–1944), deutscher Althistoriker und Papyrologe
- Victor von Wilcken (* 1948), deutscher General